# Osobní prodej
Osobní prodej (personal selling) je nejstarším nástrojem komunikačního mixu, přičemž i v dnešní době si udržuje významnou pozici v marketingové komunikaci firem. Mezi jeho hlavní výhody patří především přímý kontakt se zákazníkem, okamžitá zpětná vazba a individuální komunikace.
Jedna z definicí osobního prodeje, který se nachází v odborné literatuře je: „Osobní prezentace doprovázená prodejci společnosti za účelem prodeje a budování vztahů se zákazníky.“
Prodejce pokrývá široké spektrum úloh, přičemž by měl být schopný rozpoznat zákazníkův problém a navrhnout pro něj uspokojivé řešení. Prodejce může přijímat objednávky (order taker) za pultem v obchodním domě, sloužit jako odborný konzultant společnostem (technician), prodávat konkrétní produkty kreativními způsoby (demand creator) a další.

## Podstata osobního prodeje
Prodej je jednou z nejstarších profesí. Lidé, kteří tuto práci vykonávají, nosí mnoho jmen: prodejci, obchodní zástupci, prodavači, obchodníci, agenti, marketingoví zástupci, oblastní manažeři, pracovníci pro styk s klienty a mnoho dalších. V minulosti byl vytvořen špatný dojem na pojem prodejce. Tyto stereotypy jsou však zastaralé. Většina dnešních profesionálních prodejců jsou vzdělaní, vyškolení lidé, kteří se snaží vybudovat dlouhodobé, hodnotné vztahy se zákazníky. Jejich úspěchu není měřen tím, kolik zákazníků nalákají, ale tím, kolika dokáží pomoci tím, že správně odhadnou jejich potřeby a pomohou řešit jejich problémy.

## Proces osobního prodeje
Úspěšné společnosti v současné době v osobním prodeji používají zákaznicky orientovaný přístup. Školí prodejce, aby dokázali identifikovat potřeby zákazníka a najít řešení. Tento přístup předpokládá, že zákazníkovi potřeby představují prodejní příležitosti, že zákazník ocení vhodné návrhy a že zákazník bude prodejcům, který mu leží na srdci jeho dlouhodobý prospěch, věrny. Firmy, které používají prodejně orientovaný přístup, naproti tomu spoléhají na tvrdší prodejní techniky. Předpokládají, že zákazníci nakupují jedině pod tlakem, jsou ovlivněni profesionální prezentaci a nebudou podpisu smlouvy litovat.

### Fáze procesu prodeje
Většina autorů uvádí, že proces prodeje zahrnuje několik fází, které prodejce musí zvládnout. Tyto fáze se zaměřují na konečné získání nového zákazníka a jeho objednávky. Mnoho prodejců však tráví velkou část svého času tím, že kultivují existující významné zákazníky a budují s nimi dlouhodobé vztahy. Jednotlivé fáze jsou:
1. Identifikace a hodnocení zákazníků - fáze procesu prodeje, ve které prodejce identifikuje vhodné potenciální zákazníky,
2. Předběžné shromažďování informací - fáze procesu prodeje, kdy se prodejce dozvídá co nejvíce o potenciálním zákazníkovi před tím, než sjedná obchodní návštěvu,
3. Navázání kontaktu - fáze procesu prodeje, kdy prodejce naváže kontakt s kupujícím a snaží se vhodným způsobem zahájit vztah,
4. Prezentace a předvádění - fáze procesu prodeje, kdy prodejce sděluje kupujícímu informace o produktu a ukazuje mu, jak mu produkt může vydělávat nebo ušetřit peníze,
5. Vyjasnění námitek - fáze procesu prodeje, kdy prodejce zjistí, vyjasní a vyvrátí námitky zákazníka vůči nákupu,
6. Uzavření obchodu - fáze procesu prodeje, kdy prodejce požádá kupujícího o objednávku,
7. Poprodejní péče o zákazníka - poslední fáze procesu prodeje, kdy prodejce sleduje vývoj po uzavření obchodu, aby se ujistil, že zákazník je spokojen a že nákup bude opakovat.

## 3 základní typy osobního prodeje
Osobní prodej zahrnuje v zásadě tři základní typy prodeje. Každý z těchto typů představuje specifickou metodu osobního prodeje se zvláštními prodejními postupy, pro odlišné typy zákazníků a trhů. Jsou nimi: 
1. Prodej na trzích B2B - při tomto druhu prodeje jsou prodávány především výrobní prostředky a materiály výrobcům finálních produktů a výrobcům meziproduktů. Typicky se jedná například o prodej výrobních zařízení nebo surovin,
2. Prodej velkoobchodníkům a distributorům - zahrnuje prodej finálních produktů distributorům, kteří je prodávají dále na trzích B2B či B2C. Velké firmy zpravidla prodávají svoje produkty maloobchodníkům (retailerům), kteří je pak dále prodávají konečným zákazníkům. Menší společnosti naopak prodávají své produkty velkoobchodníkům, kvůli nedostatku finančních prostředků na vybudovaní vlastní obchodní sítě,
3. Maloobchodní prodej a přímý prodej - jsou typy osobního prodeje, které se uplatní na spotřebitelském trhu v komunikaci s koncovými spotřebiteli. Typickým vztahem je vztah prodejce a zákazníka.

## Zásady osobního prodeje
Mezi hlavní zásady osobního prodeje můžeme zařadit 5 následujících bodů:
1. Komunikaci je třeba přizpůsobit individuálně charakteru a požadavkům každého zákazníka
2. Komunikace vychází z detailní znalosti charakteristik zákazníka a z odhadu jeho požadavků na základě předchozí pečlivé rešerše
3. Hlavní úkolem prodejce je hledat vhodné řešení z pohledu zákazníka, nikoliv jen prodat zákazníkovi nabízený produkt
4. Jen dlouhodobé, oboustranně výhodné na vzájemné důvěře založené obchodní vztahy přinášejí firmě zisk
5. Při osobním jednání hraje roli každý detail - vzhled a úsměv, zvolené oblečení, stisk ruky, gestikulace, vizitky, způsob mluvy atd.